# Бимское сельское поселение
Бимское сельское поселение — муниципальное образование Агрызского района Республики Татарстан. Административный центр — село Бима.

## Географическое положение
Площадь территории Бимского сельского поселения составляет 78,045 км², в том числе площадь земель сельскохозяйственного назначения — 59,73 км². Границы поселения установлены Законом Республики Татарстан от 31 января 2005 года № 14-ЗРТ «Об установлении границ территорий и статусе муниципального образования „Агрызский муниципальный район“ и муниципальных образований в его составе».

## Состав сельского поселения
В состав территории Бимского сельского поселения входят следующие населённые пункты:
| Название      | Статус     | ОКАТО          | Индекс |
| ------------- | ---------- | -------------- | ------ |
| Бима          | село, а.ц. | 92 201 000 006 | 422219 |
| Мадык         | деревня    | 92 201 000 007 | 422219 |
| Новая Чекалда | село       | 92 201 000 008 | 422219 |
| Пелемеш       | село       | 92 201 000 009 | 422219 |

## Демография
| 2010 | 2011  | 2012  | 2013  | 2014  | 2015  | 2016 |
| ---- | ----- | ----- | ----- | ----- | ----- | ---- |
| 1065 | ↘1062 | ↘1036 | ↘1031 | ↘1008 | ↗1009 | ↘992 |
| 2017 | 2018  | 2019  | 2020  | 2023  |       |      |
| ↘981 | ↘947  | ↘931  | ↘917  | ↘873  |       |      |

По данным на 1 января 2012 года средний возраст жителей составляет 33—34 года. Численность детей до 17 лет составляет 269 человек, трудоспособного населения — 518, пенсионеров и льготников — 248. Общее количество дворов — 341.